# 500 kg minbomb m/41
500 kg minbomb m/41, kort 500 kg mb m/41, var en svensk flygbomb från tidigt 1940-tal som var utformad som en ren minbomb. Det vill säga att bombens verkan (skadan) ska göras av själva tryckvågen från explosionen och inte splittret från bombens hölje vid brisad. Den hade två tändrör av typen centralrör (tändrör som sitter i mitten av ammunition) som gjorde att bomben hann borra ner sig en bit i marken innan brisad. Centralrören kunde hade även ställas in med olika fördröjningstider som gjorde att bomben kunde slå sig in en bra bit i byggnader eller skepp innan brisad.

## Historia
Bomben började sina dagar som många andra vapen i formen av ett önskemål. Flygvapnet ville under tidigt 1930-tal ha en minbomb i 500-kilosklassen för att kunna tampas med de grövre målen på slagfältet som till exempel stora fartyg och stora byggnader. CFV (Centrala Flygverkstaden Västerås) beställde år 1932 ett antal bomber av olika typer och viktklassar av Bofors, däribland en 500 kilos minbomb. De första av dessa bomber blev färdigutvecklade 1937 men 500-kilosbomben tog längre tid och började inte bli klar förrän runt 1940. Vid denna tidpunkt hade man tänkt att använda denna bomb på flygplan som B 5 och B 16 samt långt framtida flygplan som Saab 18.
Väl i prototypstadiet började bomben att skilja sig markant från tidigare typer. För att inte göra bomben för lång gjordes den mer cylindrisk jämfört med tidigare minbomber som var mer vattendroppsformade. Förutom den nya formen skiljde sig även den nya bomben från de tidigare i att den hade två centralrör istället för ett. Detta var för att få en jämnare explosion. Annars följde bomben samma design som 250 kg minbomb m/40 då den hade rakställda vingar och använde sig av nitrolit istället för trotyl.
Bomben fastställdes 1941 som 500 kg minbomb m/41 och var då den tyngsta bomben i det svenska flygvapnet. Den kom genast i tjänst på dåvarande svenska bombflygplan B 5B samt C och B 16A i störtbombskonfiguration. På B 5 monterades bomben externt med bombgaffel och på B 16 på ett externt bombställ. Med tiden kom bomben även att monteras på modernare flygplan som till exempel B 17 och B 18 i både bombgaffelkonfiguration och standardkonfiguration. 1947 blev 500 kg minbomb m/41 avsatt som tyngsta bomb i flygvapnet av 1000 kg minbomb m/47 och inte långt senare blev den ersatt som huvudbomb inom 500-kilosklassen av 600 kg minbomb m/50. Bomben kom dock att brukas att bra tag in på 1950-talet och fanns som speciallast på A 32 Lansen i dess tidiga manualer.
I slutändan kom 500 kg i de flesta fall att modifieras till 600 kg minbomb m/50.

## Konstruktion
Bomben är av svetsad konstruktion och består av 4 huvuddelar: Spets, liv, stjärtkon och vingar.
Spetsen är gjuten och försedd med ett gängat hål för en ögla eller täppskruv. Öglan användes för att underlätta hantering av bomben.
Livet består av en stor stålcylinder med cirka 9 mm tjocka väggar. På livet finns ytterligare fem gängade hål. Tre är till för bomböglor som används för upphängning av bomben medan resterande två är tappfästen för styrtappar. Styrtappar används då bomben ska fällas med bombgaffel då dessa kopplar bomben till gaffeln. 
Stjärtkonen består av en avsmalnande cylinder med något mindre tjocka väggar jämfört med livet. På stjärtkonen sitter även vingarna som då är rakställda. Vingarna stabiliseras av en ring av rörkonstruktion som även ska minska risken för att vingarna skadas av mekanisk påverkan.
Som tidigare nämnts hade bomben 2 centralrör som då satt mellan väggarna i livet. Bomben kunde ta två typer av centralrör, centralrör m/41 eller centralrör m/40. Funktionellt är tändrören desamma då de båda kan få bomben att brisera ögonblickligt vid anslag eller efter fördröjning. De skiljer sig enbart mekaniskt.

## Varianter
500 kg minbomb m/41 har två varianter. En skarp variant och en blind variant.
Varianter med full beteckning.
- 500 kg minbomb m/41 – Denna variant var skarp och fylld med sprängämne.
- 500 kg minbomb m/41 blind – Denna variant var blind, och var menad för övning med att ladda flygplan med 500 kg minbomb m/41. Den var av samma konstruktion som grundbomben men hade barlast av betong istället för sprängämne. De var målade ljusgråa till skillnad från de skarpa bomberna som var mörkgrå.

## Galleri

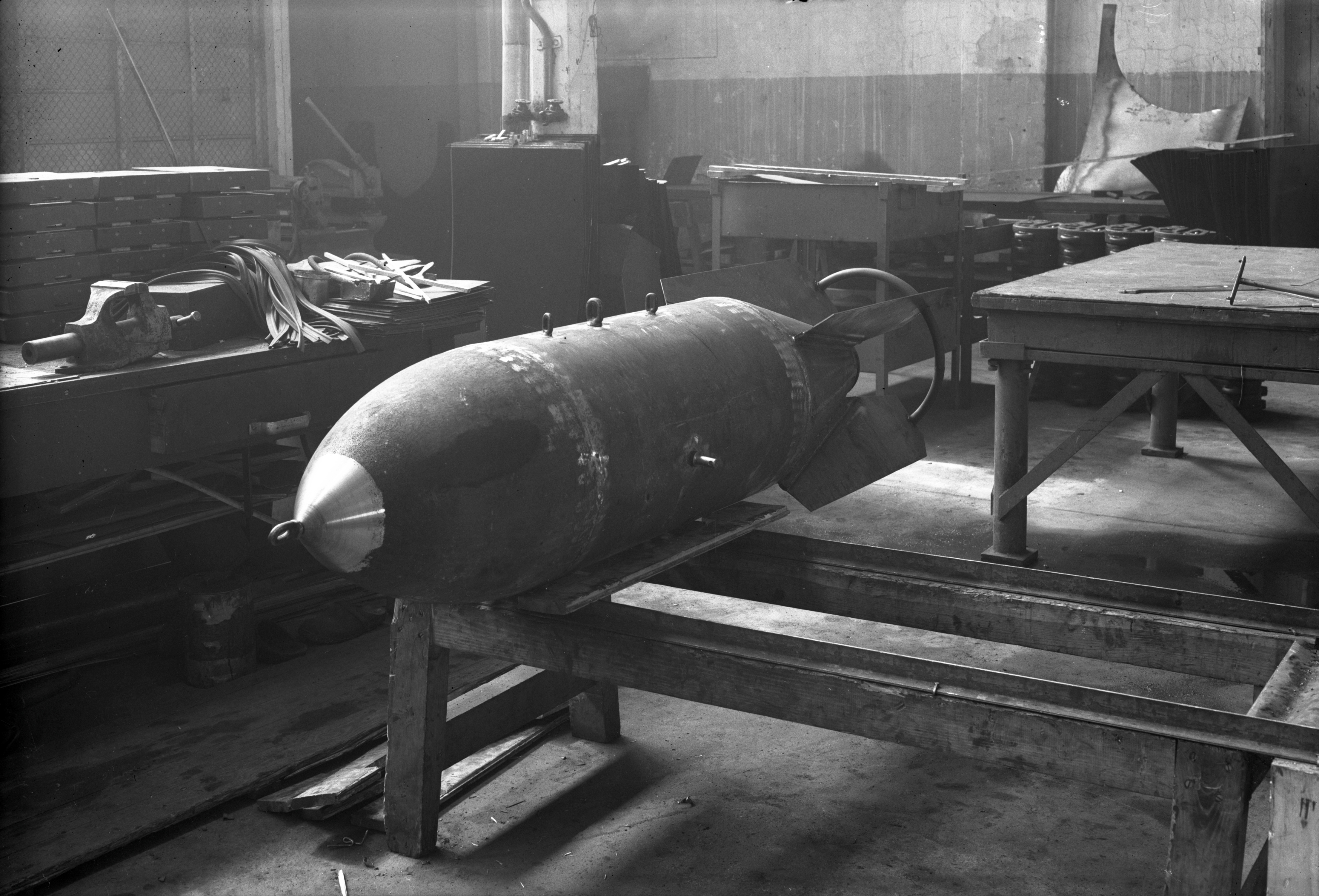
500 kg minbomb m/41 under tillverkning hos ASJ.
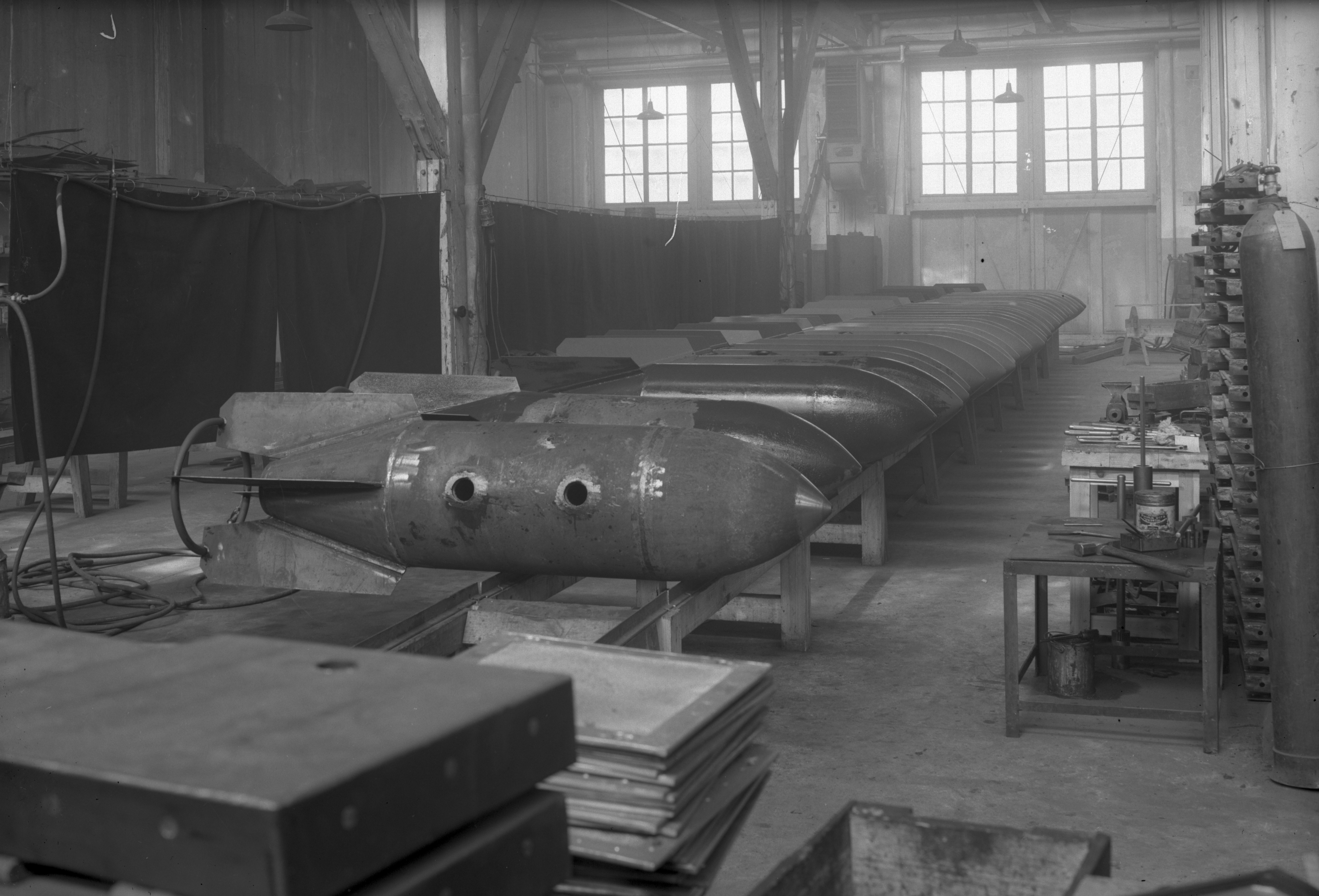
500 kg minbomb m/41 under tillverkning hos ASJ.
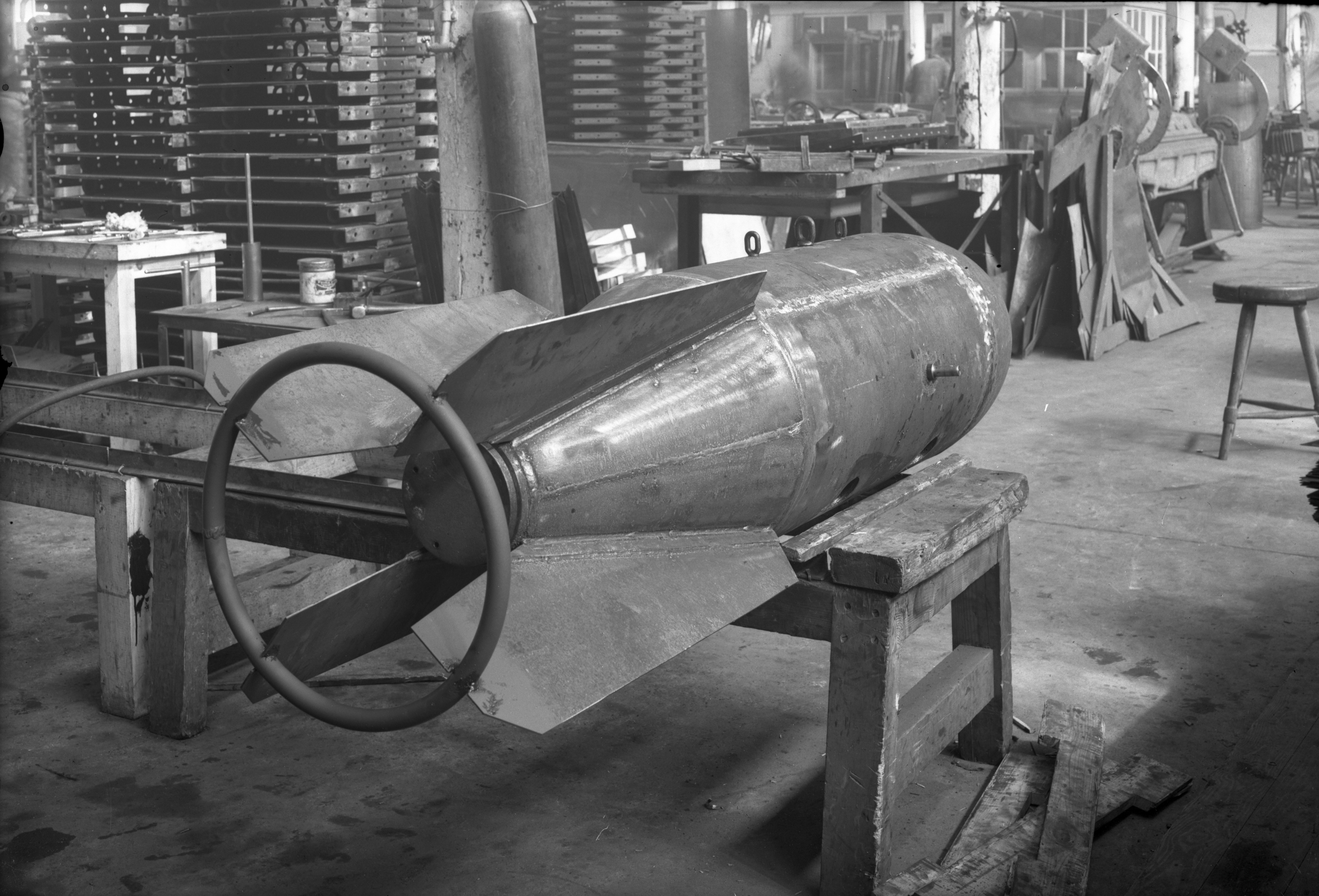
500 kg minbomb m/41 under tillverkning hos ASJ.

### Webbkällor
- http://www.benkerud.se/Svenska/Militar/start_se_militar.htm Krigsmaterielproduktion vid Aktiebolaget Svenska Järnvägsverkstäderna i Linköping]
- https://www.aef.se/Flygvapnet/PDF-dokument/Det_bevingade_verket/2_Bevingade_verket_Forepoken.pdf